# 1440
Évszázadok: 14. század – 15. század – 16. század
Évtizedek: 1390-es évek – 1400-as évek – 1410-es évek – 1420-as évek – 1430-as évek – 1440-es évek – 1450-es évek – 1460-as évek – 1470-es évek – 1480-as évek – 1490-es évek
Évek: 1435 – 1436 – 1437 – 1438 –  1439 – 1440 – 1441 – 1442 – 1443 – 1444 – 1445

## Események

### Határozott dátumú események
- január 6. – I. Lajos savoyai herceg (VIII. Amadeus fia) trónra lépése (1465-ig uralkodik).
- január 18. – A magyar országgyűlés küldöttsége Lengyelországba indul, hogy III. Ulászló lengyel királyt meghívja a trónra.
- február 16. – IV. Jenő pápa a veszprémi egyházmegye apostoli kormányzójának nevezi ki Dominis János zenggi püspököt.[1]
- február 21. – A Poroszországban a városok, a német, porosz, kasub polgárság és nemesség létrehozza a Porosz Szövetséget a Német Lovagrend uralma ellen.
- február 22. – V. László születése, Luxemburgi Erzsébet királyné visszavonja korábbi beleegyezését Ulászló megválasztásába és fiát nyilvánítja királlyá.
- március 9. – Az országgyűlés küldöttsége Krakkóban I. Ulászlót, II. Ulászló lengyel király fiát, lengyel királyt, magyar királlyá választja.[2]
- április 6. – III. Frigyest német királlyá választják (1452-től Itália királya és német-római császár, 1493-ig uralkodik).
- április 9. – III. Kristóf dán, norvég és svéd király (VII. Erik nővérének fia) uralkodásának kezdete (1448-ig uralkodik).
- május 15. – Luxemburgi Erzsébet királyné az ellopott koronával a kis Lászlót V. László néven Székesfehérvárott királlyá koronáztatja, erre fegyveres harc tör ki a királyné és Ulászló hívei között.
- július 17. – Az országgyűlés Pesten Ulászlót királlyá koronáztatja (1444-ben elesik a várnai csatában).

### Határozatlan dátumú események
- április – A II. Murád oszmán szultán vezette török sereg hat hónapig tartja ostrom alatt a Tallóci Jován által védett Nándorfehérvár várát.[3]
- az év folyamán – 
  - Luxemburgi Erzsébet királyné III. Frigyest nevezi ki V. László gyámjául, átadja neki a koronát, és elzálogosítja a nyugati határszél városait. Giskrát seregvezérré és a bányavárosok kapitányává nevezi ki. Az egész országban polgárháború dúl, hatalmas méreteket ölt a feudális anarchia.
  - Iztcóatl azték uralkodó halála, utóda I. Moctezuma (Huitzilihuitl fia, 1469-ig uralkodik).
  - A könyvnyomtatás feltalálása (Johannes Gutenberg).
  - Trónra lép I. Moctezuma, Huitzilihuitl unokája, (Ilhuicamina fia), az Azték Birodalom ötödik uralkodója (†1469).

## Születések
- január 22. – III. Iván moszkvai nagyfejedelem († 1505)
- február 22. – V. László magyar és cseh király († 1457)
- Johannes Martini németalföldi zeneszerző

## Halálozások
- Itzcóatl, az Azték Birodalom negyedik uralkodója